# ماكس بيريرا
ماكس بيريرا (بالبرتغالية: Max Jeferson Pereira‏) (27 يناير 1970 بباورو في البرازيل - ) هو لاعب كرة طائرة برازيلي. شارك في الألعاب الأولمبية الصيفية 1996.

## وصلات خارجية
- ماكس بيريرا على موقع أوليمبيديا (الإنجليزية)